# Stația de emisie Băneasa

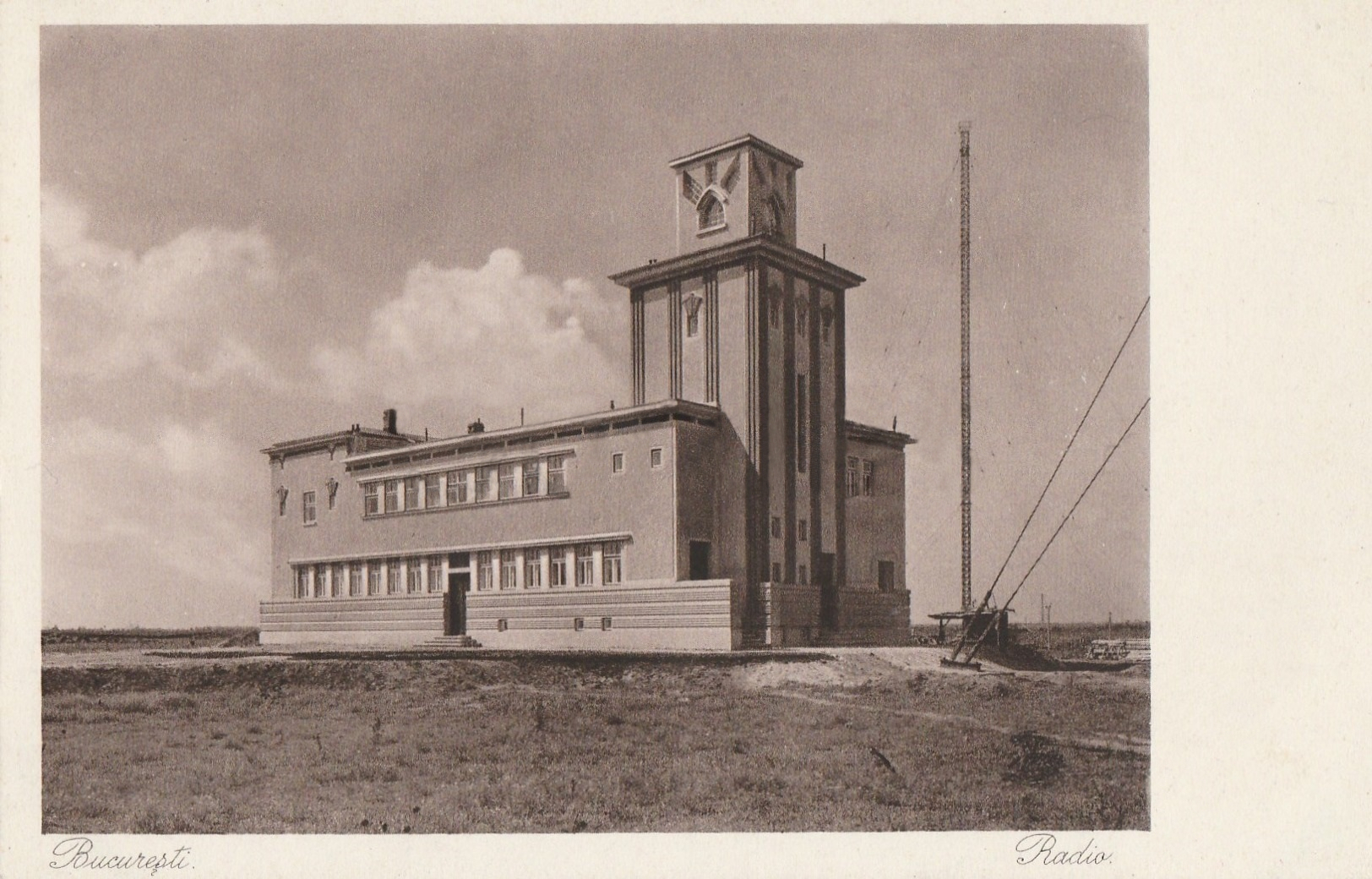
Clădirea și una dintre antenele stației de emisie Băneasa

Stația de emisie Băneasa a fost o stație de transmisiuni radio pe unde medii aflată în localitatea Băneasa de lângă București. Transmitea local Radio București și se afla în proprietatea și administrarea Societății de Difuziune Radiotelefonică din România, redenumită Societatea Română de Radiodifuziune.

## Istoric
| Imagine indisponibilă |  | Imagine indisponibilă |
| Localizarea stației în Planurile Directoare de Tragere la scara 1:20 000 ale României (Proiecția Lambert-Cholesky, planșă din 1954), în perimetrul notat cu un dreptunghi și două săgeți în zig-zag îndreptate în sus. În prezent este sediul Administrației Naționale de Meteorologie. |  | Fosta stație radio văzută dintr-un satelit de spionaj CORONA⁠(en)[traduceți] al Central Intelligence Agency în 12 mai 1968. |

Dezvoltarea Societății de Difuziune Radiotelefonică din România înființată în 22 decembrie 1927, redenumită mai târziu Societatea Română de Radiodifuziune, și a radiofoniei românești în general a luat avânt prin construcția primul emițător puternic, în Băneasa, pe șoseaua București–Ploiești și în apropiere de Aeroportul Băneasa în anul 1929, pentru transmisia Radio București. Anterior, societatea a început cu un emițător de 500 W pe lungimea de undă de 394,2 metri în București și cu emisiuni regulate începând din 1 noiembrie 1928.
Echipamentul din Băneasa avea o putere de 12 kW și emitea pe lungimea de undă de 394,2 metri, respectiv 761 kHz.
În 1934 a fost montat un emițător de 12 kW pe lungimea de undă de 364,5 metri.
În 1938 se avea în vedere pe viitor ca emițătorul de la Băneasa să fie mutat la Timișoara pentru o lungime de undă medie. În loc, la Băneasa ar fi urmat să fie instalat un post de 60–100 kW tot în undă medie. La București era plănuit emițător de 50 kW pe unde scurte de 35 metri. Postul de unde scurte de 32,5 metri a fost construit în perioada 1939–1940.
Programele erau compuse din muzică variată (populare românești, concerte simfonice și operă și altele), conferințe, informații și reclame. Numărul ascultătorilor radio din București a crescut rapid, atât în rândul celor care își permiteau aparate de recepție cu lămpi, cât și a celor care se limitau la ascultatul la aparate de tip galenă. În 1928, în București existau 14 587 de abonați iar în 1930 48 505.
Ulterior înființării, s-a mai pornit stația de emisie Bod pe unde lungi, stația de emisie pentru Radio Iași pe unde medii și o alta pe unde scurte. Ca urmare a celui de-Al Doilea Război Mondial, studiourile și instalațiile din București au fost distruse, iar pe lângă această problemă intervenea și îmbătrânirea echipamentelor stației. Ulterior conflagrației, posibilitățile de ameliorare și dezvoltare a rețelei naționale de radiodifuziune au fost scăzute din cauza lipsei acute de materiale și altor nevoi urgente ale țării. Drept urmare, numărul abonaților a scăzut de la 300 000 înainte de război la 200 000, sporind dificultățile Societății Române de Radiodifuziune. În timp o anumită refacere și dezvoltare a programului a putut avea loc prin intervenția Guvernului României, când clădirea din strada General Berthelot nr. 60 a fost refăcută, au fost construite studiouri noi, s-a instalat postul pe unde scurte România Liberă și a altuia la Tâncăbești, inaugurat în 1 mai 1948.

### Interferența cu Radio Tunis
În contextul pregătirilor inaugurării stației de emisie Tâncăbești, Matei Socor, director general al Societății Române de Radiodifuziune (SRR), a ridicat problema interferenței lungimilor de undă, menționând că pentru cele 120 lungimi de undă existente în spectrul radio de unde medii (cuprins între valorile de 190 și 600 metri lungime de undă, adică între frecvențele de 1580 și 500 kilocicli/kHz, cu un interval de frecvență de 1080 kilocicli/kHz între, cu o fâșie de modulație de 9 kHz rezervată fiecărui post, deci în intervalul de frecvență intrând 1080/9, respectiv, 120 posturi) existau în lume 600 de cereri. Înainte de Al Doilea Război Mondial, lungimile de undă în zona europeană se atribuiau pe baza unui acord internațional, ținând seama de detaliile tehnice ale intervalului de frecvență, acestea făcându-se și prin punere în comun (numit și partaj) a unei lungimi de undă pentru două posturi îndepărtate și de mică putere, care prin natura lor nu puteau interfera.
Însă în timpul conflagrației, convențiile internaționale nu au mai fost respectate iar națiunile beligerante au adoptat lungimi de undă fără atribuire oficială, creând interferențe care au continuat și după război. Din această cauză, postul Radio București din Băneasa interfera cu stația de emisie de mare putere a Radio Tunis⁠(d), instalată de SUA în timpul războiului. Problema a fost accentuată și de scăderea puterii stației Băneasa pe fondul uzurii.
În câteva conferințe internaționale ținute până la 1948 s-a pus problema repartiției celor 120 de lungimi de undă medie la cele 600 de cereri. S-a numit o comisie formată din 8 țări, a cărei sarcină era elaborarea unui anteproiect ce urma de discutat și definitivat de Conferința radio de la Copenhaga din 25 iunie 1948⁠(en)[traduceți] și cu intrarea în vigoare a statutului în 1 ianuarie 1949.
În conferințele trecute și în comisia formată s-au conturat două tendințe: cea pentru atribuirea de lungimi de undă exclusive și în partaj, iar alta pentru atribuirea de lungimi de undă în partaj. Atribuirea doar de lungimi de undă în partaj ar fi favorizat anumite țări cu potențial industrial, care puteau să își construiască emițătoare puternice pentru interferarea cu țările mici, lucru de neacceptat pentru delegația României. Aceasta a depus hărți cu măsurători de câmp, cu ilustrarea situației specifice a țării date de așezarea geografică și geologică defavorabilă propagării undelor radio și s-a cerut o lungime de undă lungă exclusivă pentru stația de emisie Bod, două unde medii exclusive (una pentru Băneasa, iar cealaltă pentru un alt post) și două unde medii în partaj pentru posturile regionale. Până la o reglementare definitivă, Radio Tunis nu a fost dispus să își schimbe lungimea de undă, deoarece nu cunoștea încă ce undă îi va fi atribuită.
Stația a avut în ultima parte puterea de 7,7 kW.